# Menomblet

Menomblet este o comună în departamentul Vendée, Franța. În 2009 avea o populație de 653 de locuitori.